# Szkarłat GN
Szkarłat GN (E125) – organiczny związek chemiczny, czerwony spożywczy barwnik azowy dodawany np. do kandyzowanych owoców.